# Col Sherman
Le col Sherman (en anglais Sherman Pass) est un col de Californie à 2 804 m d'altitude située dans la forêt nationale de Sequoia en Sierra Nevada.